# 天下台山
天下台山（てんがだいやま）は、兵庫県播磨地方の山である。相生市とたつの市との境にあり、山頂は相生市に位置する。

## 概要
- ふるさと兵庫100山の一つ[1]。
- 標高321.4m、国道2号以南では相生市内で2番目に高い。
- 死火山であり山の中腹部には花崗岩などがみられる。
- 軽くハイキングを行うのに適した山として知られる。山頂からは日の出を望む事が出来る事から、元日の夜明けには初日の出参りの登山客でにぎわう。
- 1963年から1990年代まで山頂には警察庁の無線中継所が存在した[2]。2GHz帯を使用した全国マイクロ多重回線の一部として摩耶山と金甲山を結んだ[3]。ルート変更に伴い撤去された。山頂北部分の比較的整地された部分はその跡地にあたる。1986年から関西電力の通信用反射板(無き電中継設備)が存在する[4]。